# 正片

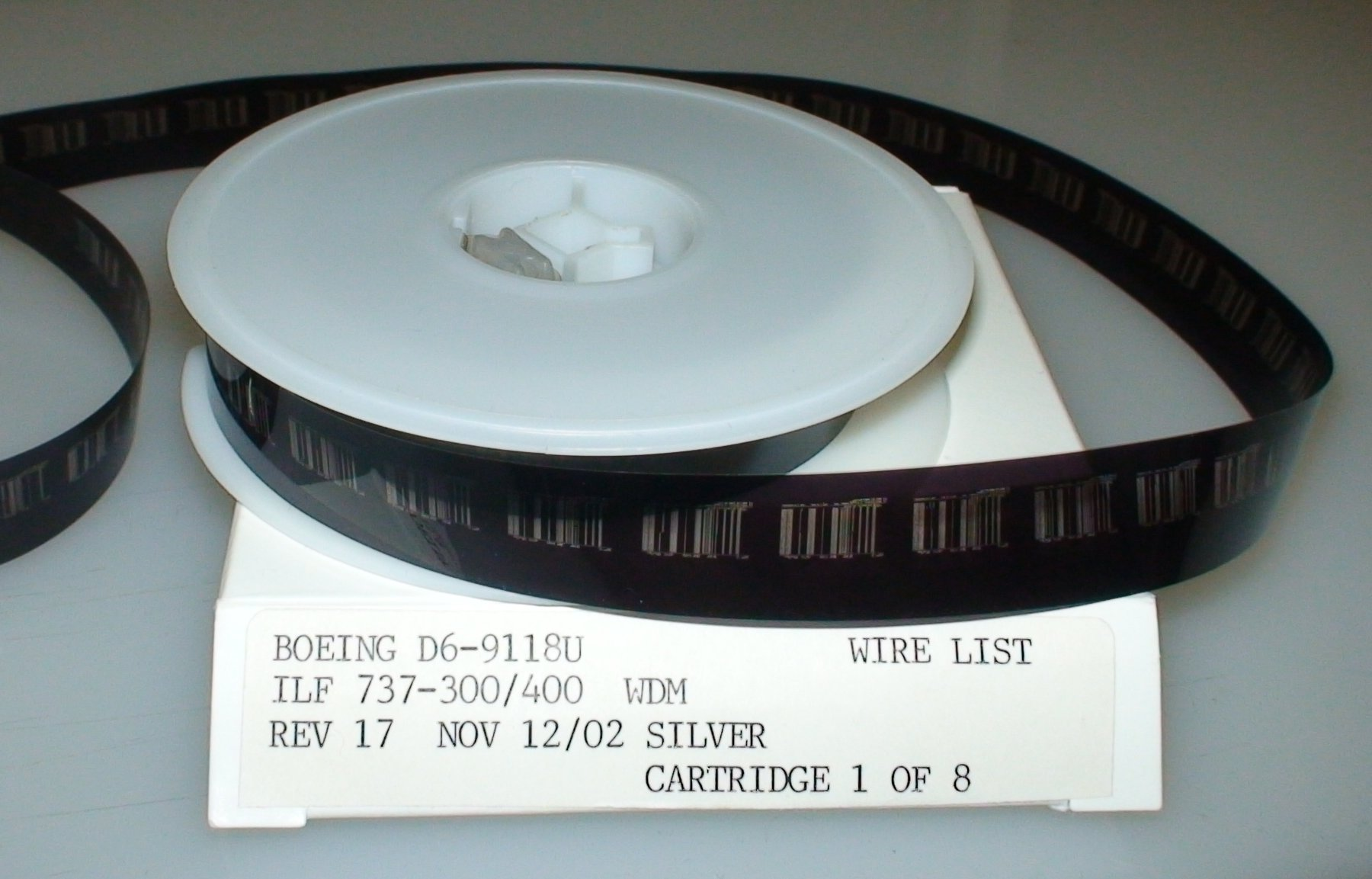

正片（英語：Positive Film）為底片的分类标准之一，胶片功能類似相紙，利用负片冲印得到正像顯影，但不像负片和反转片是攝影膠片；由於以反转冲洗法（Reversal Process）的反转片（Reversal film）亦採正像顯影方式，「正片」遂成与负片相对的感光材料總稱，可供影片拷貝、幻灯机及灯箱观赏等用途上，也可印制照片、印刷制版。

## 反轉片

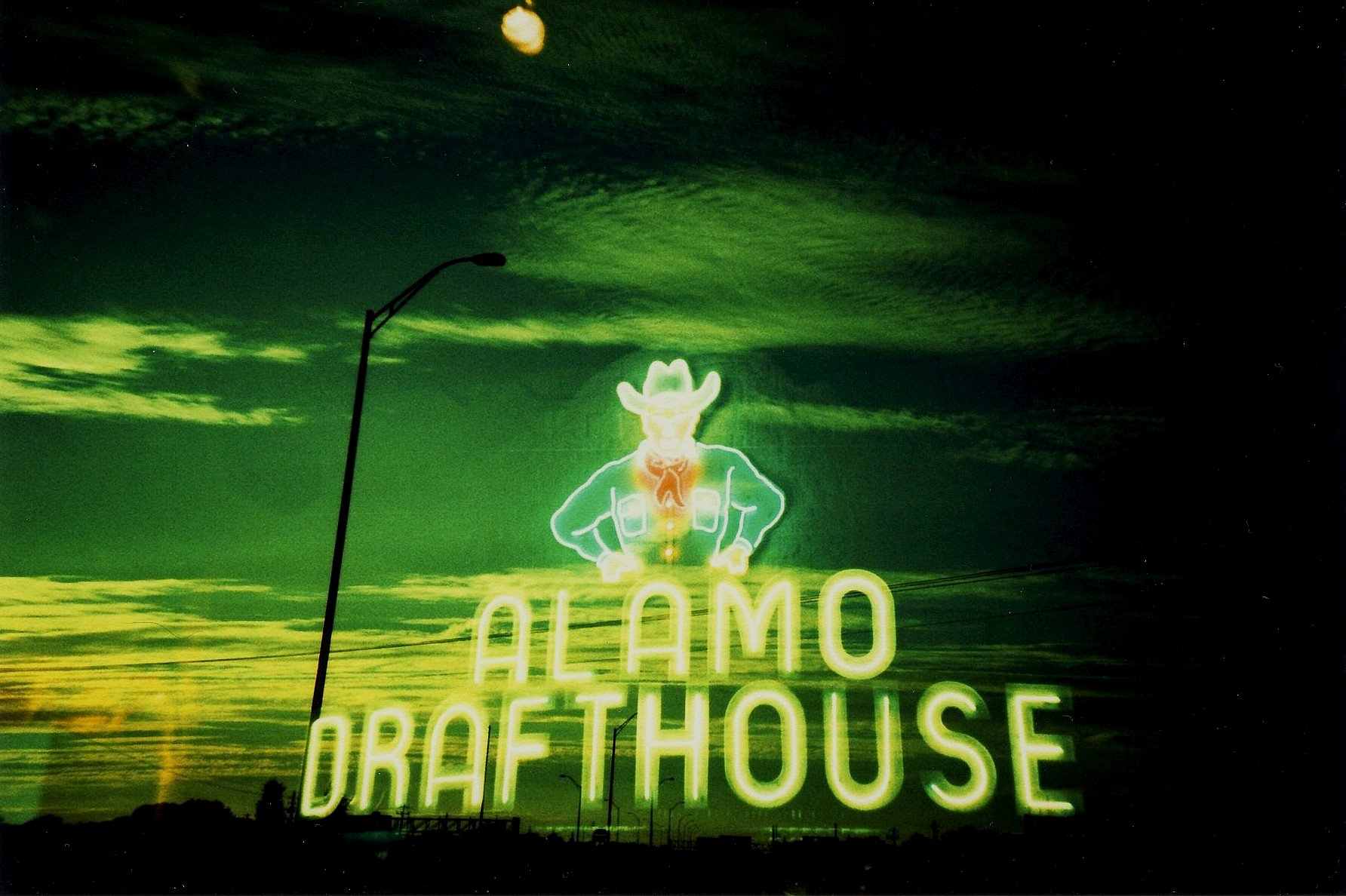
富士軟片利用正片負沖加雙重曝光的效果

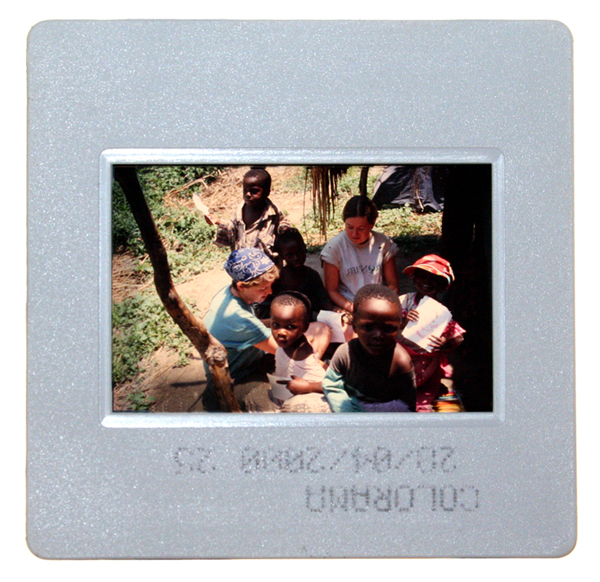
加上膠框的幻燈片

彩色反轉片往往在字尾标示「CHROME」。色彩饱满，真实，但曝光宽容度小（往往只有4、5EV，负片则能达到9EV甚至更多）的特点，对摄影人是种考验，因为细微的曝光差别就能在胶片上体现出来，得在较短时间内掌握曝光要领。

### 正片负冲
反轉片一般需要经过2次冲洗，先负冲，再反转，即E-6沖印處理。正片负冲就是负冲后“跳过”反转环节，直接印制照片，亦即应该使用E-6冲印的正片却采用了负片的C-41沖印處理 。负冲的正片，色彩艳丽，色调夸张，呈现独特风格。這種正片負沖或負片正沖的手法稱之為「交叉沖洗」（Cross Processing）。

### 常见产品
- FUJIFILM Astia 100F [RAP]
- FUJIFILM Velvia 50F [RVP]
- FUJIFILM Velvia 100F [RVP III]
- FUJIFILM Provia 100F [RDP III]
- FUJIFILM Provia 400X [RXP] （2015年已停產[4]）
- KODAK Ektachrome E100
- KODAK Ektachrome E100VS （2012年已停產）
- KODAK Ektachrome E100G（2012年已停產）
- KODAK Elitechrome EB 100（2012年已停產）
- KODAK Kodachrome 系列（2009年全系列已停產，此产品需要特殊的K-14冲印处理）
- AGFA CT precisa 100

### 幻燈片
應用反轉片方式製作的底片（菲林）供幻燈機放映。常見的規格有135和120兩種，顏色分彩色跟黑白。

## 外部連結
- Fujifilm Films （页面存档备份，存于）
- KODAK Consumer Film （页面存档备份，存于）